# Inke
Inke es un pueblo húngaro perteneciente al distrito de Csurgó, condado de Somogy.

## Superficie
Cuenta con una superficie de 51,76 kilómetros cuadrados.

## Demografía
Hasta 2023 la población era de 1084 habitantes, con una densidad de población de 20,94 habitantes por kilómetro cuadrado.
| Gráfica de evolución demográfica de Inke entre 2018 y 2023 |
|                                                            |
| Datos según la Oficina Central de Estadística de Hungría.  |